# Pouydraguin
Pouydraguin (gaskognisch: Poidraguin) ist eine französische Gemeinde mit 123 Einwohnern (Stand 1. Januar 2022) im Département Gers in der Region Okzitanien; sie gehört zum Arrondissement Mirande.

## Geografie
Pouydraguin liegt rund 44 Kilometer (Luftlinie) westlich der Stadt Auch im Westen des Départements Gers. Sie gehört zum Weinbaugebiet Côtes de Saint-Mont und zum Weinbrandgebiet Armagnac. Zahlreiche Gewässer entspringen im oder durchqueren das Gemeindegebiet. Am bedeutendsten ist der Fluss Midou. Auf dem Gemeindegebiet liegen zudem mehrere kleine Stauseen. Die Gemeinde liegt abseits von wichtigen überregionalen Verkehrsverbindungen. Die nächstgelegene Bushaltestelle ist Cahuzac-sur-Adour an der Linie 940 (Tarbes – Mont-de-Marsan).
Umgeben wird Pouydraguin von den Nachbargemeinden Bouzon-Gellenave im Nordwesten und Norden, Aignan im Nordosten, Loussous-Débat im Osten, Lasserrade im Südosten und Süden, Tasque im Südwesten sowie Termes-d’Armagnac im Westen. 

## Geschichte
Die Gemeinde lag in der Gascogne und gehörte dort zur Region Bas-Armagnac. Von 1793 bis 1801 gehörte Pouydraguin zum Distrikt Nogaro. Von 1793 bis 1801 zudem zum Kanton Plaisance, danach bis 2015 zum Wahlkreis (Kanton) Aignan.

## Bevölkerungsentwicklung
| Jahr                       | 1962 | 1968 | 1975 | 1982 | 1990 | 1999 | 2006 | 2012 | 2020 |
| Einwohner                  | 176  | 162  | 138  | 137  | 137  | 136  | 142  | 150  | 129  |
| Quellen: Cassini und INSEE |      |      |      |      |      |      |      |      |      |

## Sehenswürdigkeiten
- Kirche Saint-Césaire aus dem 6. Jahrhundert
- Wegkreuz auf einem Sockel
- Überreste des Schlosses von Latran

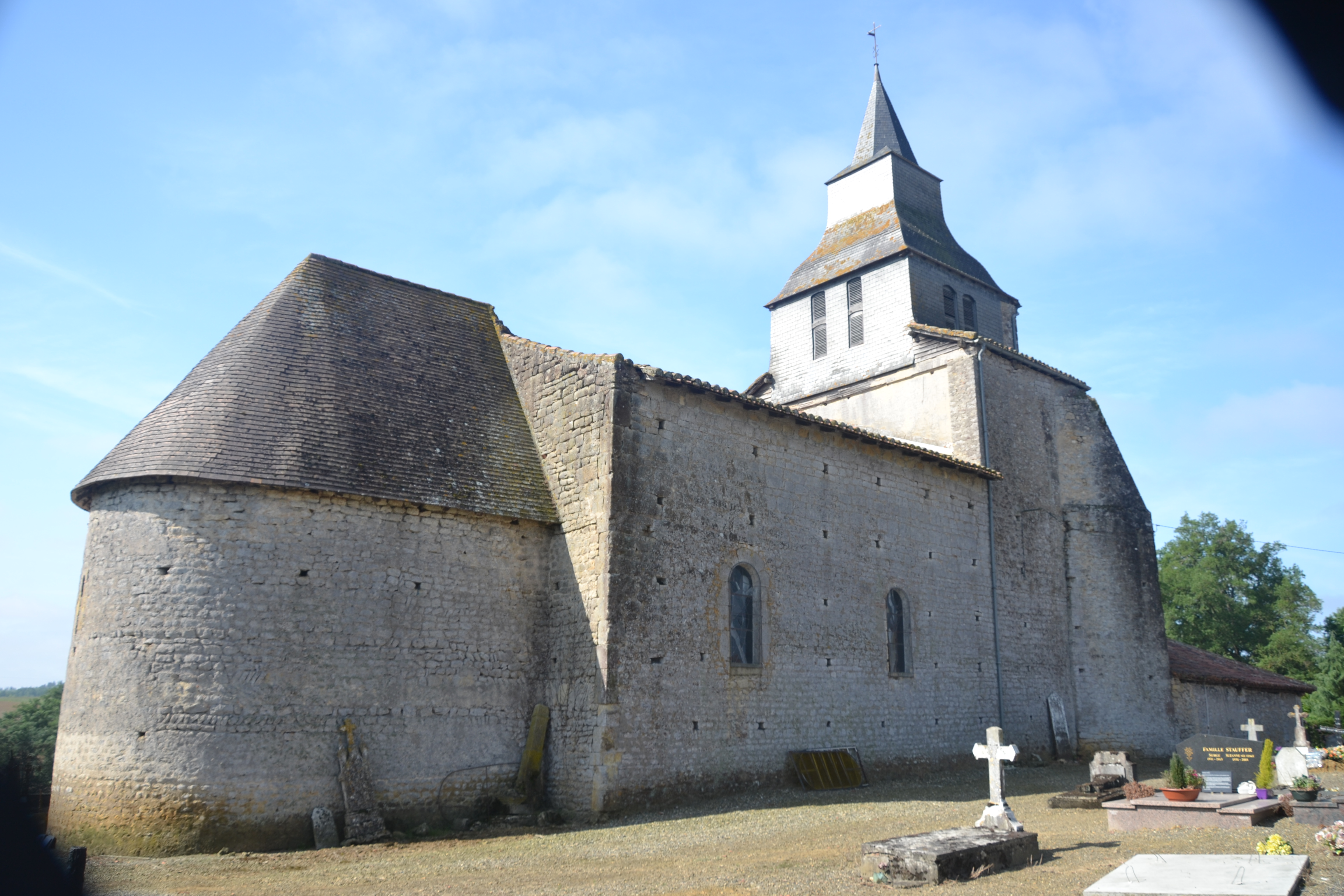
Kirche Saint-Césaire
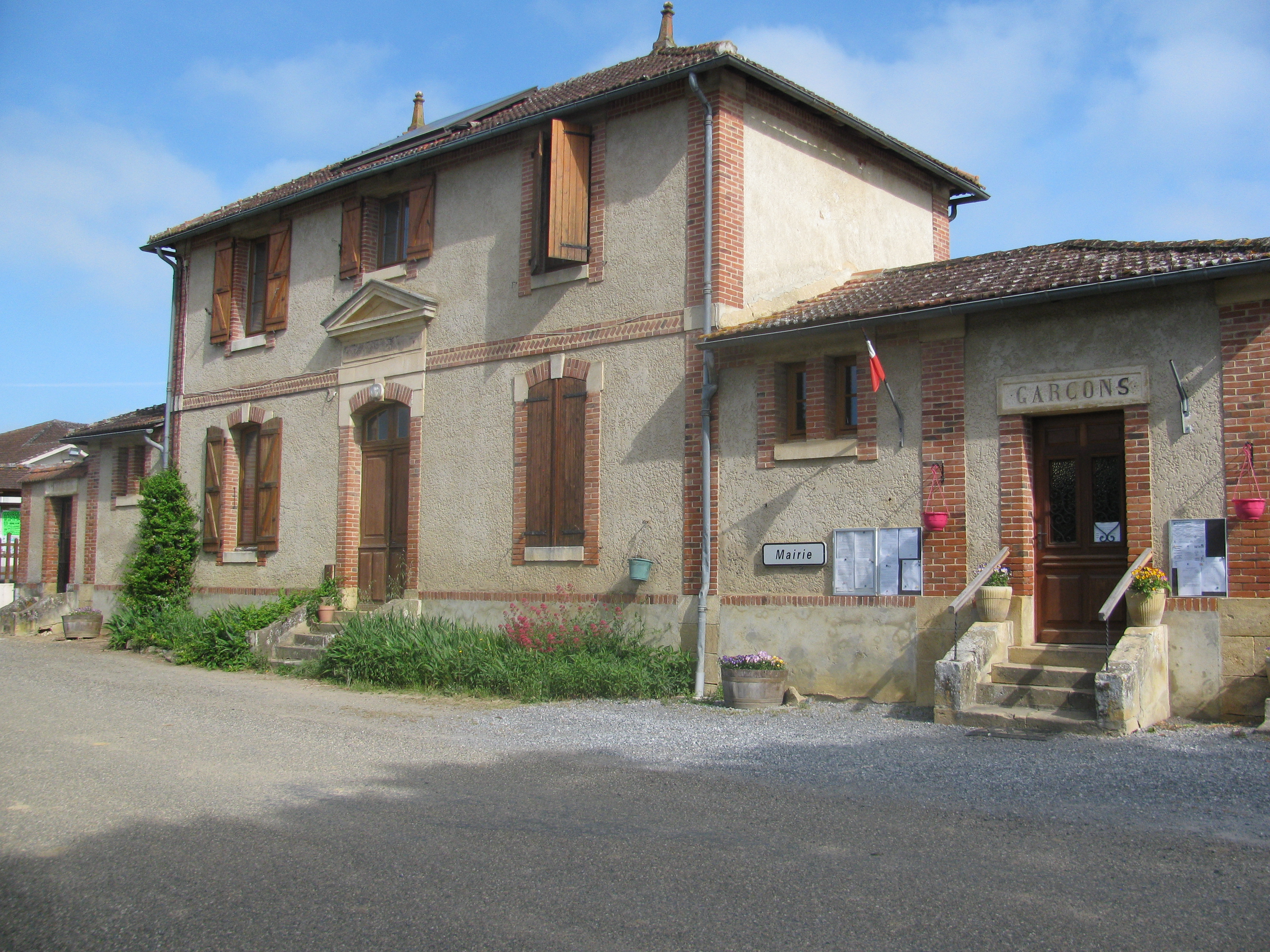
Mairie (Rathaus) von Pouydraguin
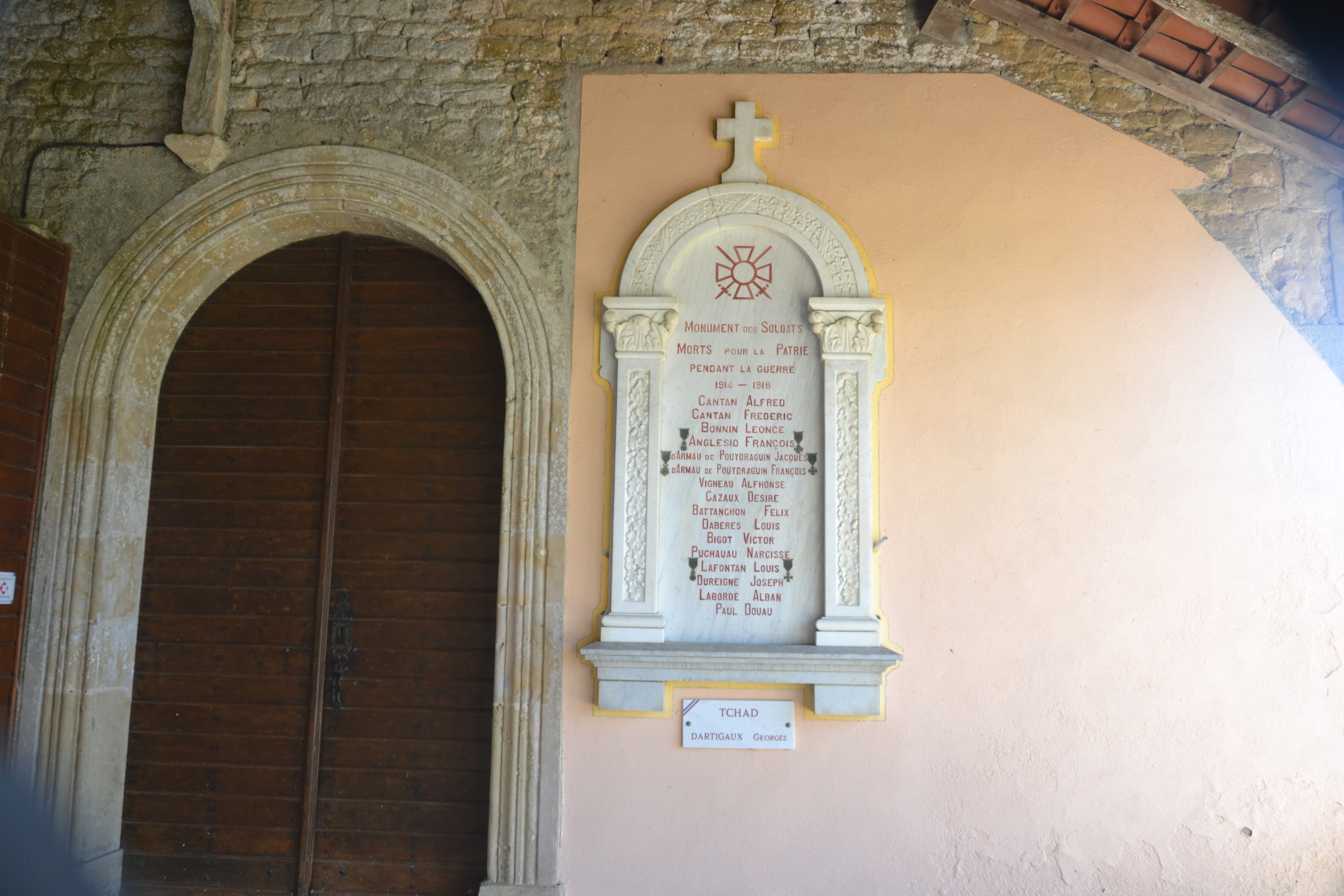
Gedenktafel für die Gefallenen
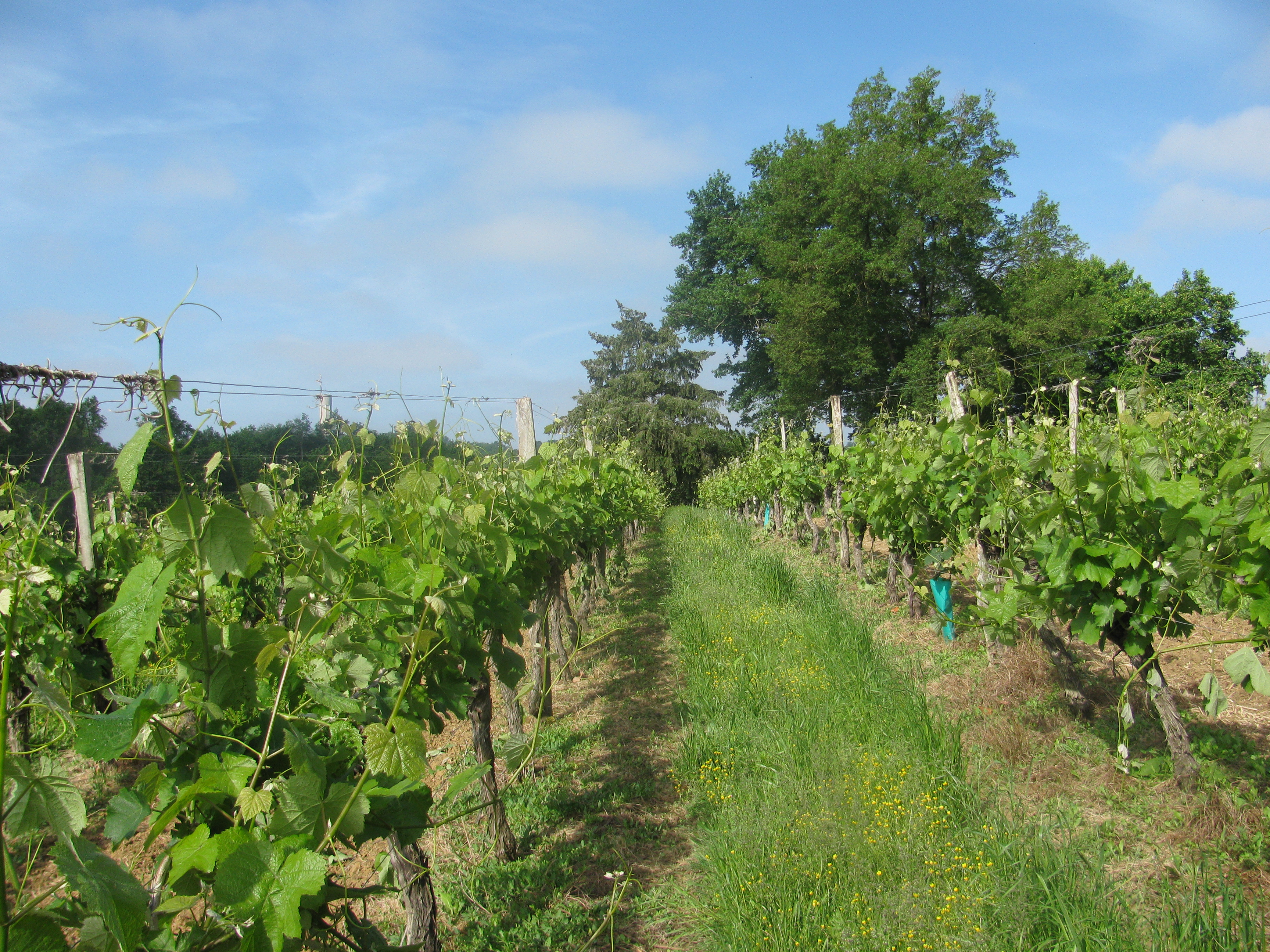
Weinberg in Pouydraguin